# Ред-Дог-Майн
Ред-Дог-Майн (англ. Red Dog Mine) — статистически обособленная местность в боро Нортуэст-Арктик, штат Аляска, США.

## География
По данным Бюро переписи населения США площадь населённого пункта составляет 173,2 км², из них суша составляет 173,2 км², а водные поверхности — 0 км². Расположен в горах Де-Лонга, на западной оконечности хребта Брукса, в 140 км к северу от города Коцебу и в 89 км от побережья Чукотского моря.

## Население
По данным переписи 2000 года население статистически обособленной местности составляло 32 человека. Расовый состав: коренные американцы — 65,62 %; белые — 31,25 %; представители двух и более рас — 3,12 %. Доля лиц в возрасте младше 18 лет — 18,8 %; лиц старше 65 лет — 0 %. Средний возраст населения — 34 года. На каждые 100 женщин приходится 700 мужчин; на каждые 100 женщин в возрасте старше 18 лет — 700 мужчин.

## Экономика
Экономика Ред-Дог-Майн основана на добыче цинка и свинца. Разработка шахты Ред-Дог началась в 1987 году, после того как геолого-разведочные работы показали наличие богатого месторождения металлических руд. Шахта является крупнейшим в мире производителем цинка и обладает крупнейшими в мире запасами цинка. На шахту Ред-Дог приходится около 10 % мировой добычи цинка.

## Транспорт
За исключением навигационного периода продолжительностью 100 дней, единственным средством сообщения с Ред-Дог-Майн является авиация. Авиационное сообщение осуществляется через аэропорт Ред-Дог. Дорога протяжённостью 84 км связывает статистически обособленную местность с портом на берегу Чукотского моря.